# Prahara
Prahara ist eine Zeiteinheit in Sanskrit von 3 Stunden.

## Definition
Der Tag ist in acht geteilt: Vier praharas am Tag, vier in der Nacht. Die erste prahara beginnt mit dem Sonnenaufgang, die vierte endet mit dem Sonnenuntergang, zwischen Sonnenunter- und aufgang wiederum die vier nächtlichen praharas. Das traditionelle System der praharas von jeweils 3 Stunden überlappt mit dem ebenfalls traditionellen System der 30 muhurtas à 48 Minuten am Tag.